# Jugoslawien-Trophäe der Männer
Die Jugoslawien-Trophäe (kroatisch Trofej Jugoslavija) war ein Handball-Wettbewerb in Jugoslawien, der zwischen 1960 und mindestens 1990 jährlich ausgetragen wurden.

## Geschichte
1960 wurde die erste Austragung der Tašmajdana-Trophäe (kroatisch Trofej Tašmajdana) in Belgrad ausgetragen. Bei den ersten zwei Austragungen gab es jeweils ein Männer- und Frauenturnier.
1963 entschied man sich, ein zweites Turnier in Zagreb zu schaffen, die Zagreb-Trophäe (kroatisch Trofej Zagreba). In den geraden Jahren spielten die Männer in Zagreb und die Frauen in Belgrad. In den ungeraden Jahren vice versa.
Ab 1970 wurde gab es nur noch die Jugoslawien-Trophäe, die jeweils in einer anderen Stadt Jugoslawiens ausgetragen wurde.
In den ersten Jahren wurde unter freiem Himmel auf dem Kleinfeld gespielt.

## Die Turniere im Überblick
| Trofej               | Datum                   | Halle | Sieger | Punkte (C) | Zweiter | Punkte (VC) | Dritter | Punkte | Vierter | Punkte | Mannschaften | |
| -------------------- | ----------------------- | --- | --- | --- | --- | --- | --- | --- | --- | --- | --- | --- |
| Ⅰ Tašmajdana-Trophäe | 30. Juni – 2. Juli 1960 | Stadion Tašmajdan                                                                                                 | Jugoslawien | 4 | Polen | 2 | Ungarn | 0 | – | – | 3 | |
| Ⅱ Tašmajdana-Trophäe | 30. Juni – 2. Juli 1961 | Stadion Tašmajdan                                                                                                 | Rumänien | 4 | Jugoslawien | 2 | Vereinigte Arabische Republik                                                                                     | 0 | – | – | 3 | |
| Ⅲ Tašmajdana-Trophäe | 30. Juni – 2. Juli 1962 | Stadion Tašmajdan                                                                                                 | Jugoslawien | 6 | Rumänien | 4 | Dänemark | 2 | Ungarn | 0 | 4 | |
| Ⅳ Tašmajdana-Trophäe | 1. – 2. Juli 1963       | Stadion Tašmajdan                                                                                                 | Jugoslawien | 4 | Ungarn | 2 | Sowjetunion | 0 | – | – | 3 | |
| Ⅱ Zagreb-Trophäe     | 30. Juni – 2. Juli 1964 | | Tschechoslowakei                                                                                                  | 6 | Jugoslawien | 4 | Ungarn | 2 | Polen | 0 | 4 | |
| -                    | 1965                    | Auf Beschluss des Vorstands des Handballverbandes Jugoslawiens wurde die „Jugoslawien-Trophäe“ nicht ausgetragen. | Auf Beschluss des Vorstands des Handballverbandes Jugoslawiens wurde die „Jugoslawien-Trophäe“ nicht ausgetragen. | Auf Beschluss des Vorstands des Handballverbandes Jugoslawiens wurde die „Jugoslawien-Trophäe“ nicht ausgetragen. | Auf Beschluss des Vorstands des Handballverbandes Jugoslawiens wurde die „Jugoslawien-Trophäe“ nicht ausgetragen. | Auf Beschluss des Vorstands des Handballverbandes Jugoslawiens wurde die „Jugoslawien-Trophäe“ nicht ausgetragen. | Auf Beschluss des Vorstands des Handballverbandes Jugoslawiens wurde die „Jugoslawien-Trophäe“ nicht ausgetragen. | Auf Beschluss des Vorstands des Handballverbandes Jugoslawiens wurde die „Jugoslawien-Trophäe“ nicht ausgetragen. | Auf Beschluss des Vorstands des Handballverbandes Jugoslawiens wurde die „Jugoslawien-Trophäe“ nicht ausgetragen. | Auf Beschluss des Vorstands des Handballverbandes Jugoslawiens wurde die „Jugoslawien-Trophäe“ nicht ausgetragen. | Auf Beschluss des Vorstands des Handballverbandes Jugoslawiens wurde die „Jugoslawien-Trophäe“ nicht ausgetragen. | Auf Beschluss des Vorstands des Handballverbandes Jugoslawiens wurde die „Jugoslawien-Trophäe“ nicht ausgetragen. |
| Ⅳ Zagreb-Trophäe     | 30. Juni – 2. Juli 1966 | Eisstadion | Jugoslawien | 6 | Rumänien | 4 | Schweiz | 2 | Polen | 0 | 4 | |
| Ⅶ Tašmajdana-Trophäe | 1967                    | Stadion Tašmajdan                                                                                                 | Jugoslawien | | Rumänien | | BR Deutschland | | Bulgarien | | 4 | |
| Ⅵ Zagreb-Trophäe     | 29. Juni – 4. Juli 1968 | Maribor, Vinkovci & Zagreb                                                                                        | Jugoslawien-A | | Jugoslawien-B | | Rumänien | | Polen | | 6 | |
| Ⅸ Tašmajdana-Trophäe | 1969                    | Zavidovići & Belgrad                                                                                              | Sowjetunion | 7 | Jugoslawien | 5 | | | | | 5 | |
| Jugoslawien-Trophäe  | 26. – 28. Juni 1970     | Split | Jugoslawien | 6 | Ungarn | 4 | Sowjetunion | 2 | Polen | 0 | 4 | |

## Teilnehmerübersicht
| Nation           | 60 | 61 | 62 | 63 | 64 | 65                        | 66                        | 67                        | 68                        | 69                        | 70                        | 71                        | 72                        | 73                        | 74                        | 75                        | 76                        | 77                        | 78                        | 79                        | 80                        | 81                        | 82                        | 83                        | 84                        | 85                        | 86                        | 87                        | 88                        | 89                        | 90                             | 91                             | 92                             | 93                             | 94                             | 95                             | 96 |
| Nation           | 3  | 3  | 4  | 3  | 4  | 0                         | 4                         | 4                         | 6                         | 5                         | 4                         | 8                         | 4                         | 6                         | 4                         | 4                         | 6                         | 6                         | 6                         | 6                         | 6                         | 6                         | 6                         | 6                         | 6                         | 8                         | 8                         | 8                         | 6                         | 6                         | 6                              | 4                              | ?                              | ?                              | ?                              | ?                              | 6  |
| ---------------- | -- | -- | -- | -- | -- | ------------------------- | ------------------------- | ------------------------- | ------------------------- | ------------------------- | ------------------------- | ------------------------- | ------------------------- | ------------------------- | ------------------------- | ------------------------- | ------------------------- | ------------------------- | ------------------------- | ------------------------- | ------------------------- | ------------------------- | ------------------------- | ------------------------- | ------------------------- | ------------------------- | ------------------------- | ------------------------- | ------------------------- | ------------------------- | ------------------------------ | ------------------------------ | ------------------------------ | ------------------------------ | ------------------------------ | ------------------------------ | -- |
| Ägypten          | •  | 3  | •  | •  | •  |                           | •                         | •                         | •                         | •                         | •                         | •                         | •                         | •                         | •                         | •                         | •                         | •                         | •                         | •                         | •                         | •                         | •                         | •                         | •                         | •                         | •                         | •                         | •                         | •                         | •                              | •                              |                                |                                |                                |                                |    |
| Bulgarien        | •  | •  | •  | •  | •  | •                         | 4                         | •                         | •                         | •                         | •                         | 4                         | •                         | •                         | •                         | •                         | •                         | •                         | •                         | 4                         | •                         | •                         | •                         | •                         | •                         | •                         | •                         | •                         | •                         | •                         | •                              |                                |                                |                                |                                |                                |    |
| China            | •  | •  | •  | •  | •  | •                         | •                         | •                         | •                         | •                         | •                         | •                         | •                         | •                         | •                         | •                         | •                         | •                         | •                         | 6                         | •                         | •                         | •                         | •                         | •                         | •                         | •                         | •                         | •                         | •                         | •                              |                                |                                |                                |                                |                                |    |
| Dänemark         | •  | •  | 3  | •  | •  | •                         | •                         | •                         | •                         | •                         | •                         | •                         | •                         | •                         | •                         | •                         | •                         | •                         | •                         | •                         | •                         | •                         | •                         | •                         | •                         | •                         | •                         | •                         | •                         | •                         | •                              |                                |                                |                                |                                | 3                              |    |
| BRD              | •  | •  | •  | •  | •  | •                         | 3                         | •                         | •                         | •                         | •                         | •                         | •                         | •                         | •                         | •                         | •                         | •                         | •                         | •                         | •                         | •                         | 6                         | 2                         | •                         | •                         | •                         | •                         | •                         | 5                         | Wiedervereinigt zu Deutschland | Wiedervereinigt zu Deutschland | Wiedervereinigt zu Deutschland | Wiedervereinigt zu Deutschland | Wiedervereinigt zu Deutschland | Wiedervereinigt zu Deutschland |    |
| DDR              | •  | •  | •  | •  | •  | •                         | •                         | •                         | •                         | •                         | •                         | •                         | 5                         | 4                         | •                         | •                         | •                         | •                         | 4                         | •                         | 3                         | •                         | •                         | •                         | 8                         | 2                         | 4                         | •                         | •                         | •                         | Wiedervereinigt zu Deutschland | Wiedervereinigt zu Deutschland | Wiedervereinigt zu Deutschland | Wiedervereinigt zu Deutschland | Wiedervereinigt zu Deutschland | Wiedervereinigt zu Deutschland |    |
| Frankreich       | •  | •  | •  | •  | •  | •                         | •                         | •                         | •                         | •                         | •                         | •                         | •                         | •                         | •                         | •                         | •                         | •                         | •                         | •                         | •                         | •                         | •                         | •                         | •                         | •                         | •                         | •                         | •                         | 3                         | 2                              |                                |                                |                                |                                |                                |    |
| Island           | •  | •  | •  | •  | •  | •                         | •                         | •                         | •                         | •                         | •                         | •                         | •                         | •                         | 3                         | •                         | •                         | •                         | •                         | •                         | •                         | 4                         | •                         | •                         | •                         | •                         | 3                         | •                         | •                         | •                         | •                              |                                |                                |                                |                                |                                |    |
| Italien          | •  | •  | •  | •  | •  | •                         | •                         | •                         | •                         | •                         | •                         | •                         | •                         | •                         | •                         | •                         | •                         | •                         | •                         | •                         | •                         | •                         | •                         | 6                         | •                         | 7                         | •                         | •                         | 6                         | •                         | •                              |                                |                                |                                |                                |                                |    |
| Japan            | •  | •  | •  | •  | •  | •                         | •                         | •                         | 4                         | •                         | •                         | •                         | •                         | •                         | •                         | •                         | •                         | •                         | •                         | •                         | •                         | •                         | •                         | 4                         | •                         | •                         | •                         | 5                         | •                         | •                         | 4                              |                                |                                |                                |                                |                                |    |
| Jugoslawien-A    | 1  | 2  | 1  | 1  | 2  | 1                         | 1                         | 1                         | 2                         | 1                         | 1                         | 1                         | 2                         | 1                         | 2                         | 3                         | 1                         | 1                         | 2                         | 1                         | 2                         | 1                         | 1                         | 3                         | 1                         | 1                         | 5                         | 4                         | 1                         | 2                         | 1                              |                                |                                |                                |                                | 1                              |    |
| Jugoslawien-B    | •  | •  | •  | •  | •  | •                         | •                         | 2                         | •                         | •                         | OW                        | •                         | •                         | •                         | •                         | •                         | 4                         | •                         | •                         | 2                         | •                         | 6                         | •                         | •                         | •                         | 8                         | •                         | •                         | •                         | •                         | 3                              |                                |                                |                                |                                | 2                              |    |
| Jugoslawien-Jun. | •  | •  | •  | •  | •  | •                         | •                         | •                         | •                         | •                         | •                         | •                         | •                         | •                         | •                         | 5                         | •                         | •                         | •                         | •                         | 4                         | •                         | 5                         | •                         | 4                         | •                         | 6                         | 6                         | 3                         | 6                         | •                              |                                |                                |                                |                                | 6                              |    |
| SR Mazedonien    | •  | •  | •  | •  | •  | •                         | •                         | •                         | •                         | •                         | •                         | •                         | •                         | •                         | •                         | •                         | •                         | •                         | •                         | •                         | 6                         | •                         | •                         | •                         | •                         | •                         | •                         | •                         | •                         | •                         | •                              |                                |                                |                                |                                |                                |    |
| Niederlande      | •  | •  | •  | •  | •  | •                         | •                         | •                         | •                         | •                         | 5                         | •                         | •                         | •                         | •                         | •                         | •                         | •                         | •                         | •                         | •                         | •                         | •                         | •                         | •                         | •                         | •                         | •                         | •                         | •                         | •                              |                                |                                |                                |                                |                                |    |
| Norwegen         | •  | •  | •  | •  | •  | •                         | •                         | •                         | •                         | •                         | •                         | •                         | •                         | •                         | •                         | 6                         | •                         | •                         | •                         | •                         | •                         | •                         | 4                         | 5                         | •                         | •                         | 7                         | •                         | •                         | •                         | •                              |                                |                                |                                |                                |                                |    |
| Pelister         | •  | •  | •  | •  | •  | •                         | •                         | •                         | •                         | •                         | •                         | •                         | •                         | •                         | •                         | •                         | •                         | •                         | •                         | •                         | •                         | •                         | •                         | •                         | •                         | •                         | 8                         | •                         | •                         | •                         | •                              |                                |                                |                                |                                |                                |    |
| Polen            | 2  | •  | •  | •  | 4  | 4                         | •                         | 4                         | •                         | 4                         | •                         | •                         | •                         | •                         | 4                         | 4                         | 5                         | 4                         | 3                         | •                         | •                         | 3                         | 3                         | 1                         | 3                         | 6                         | •                         | 3                         | •                         | •                         | •                              |                                |                                |                                |                                | 4                              |    |
| Rumänien         | •  | 1  | 2  | •  | •  | 2                         | 2                         | 3                         | 5                         | •                         | 4                         | 3                         | 1                         | 2                         | •                         | 1                         | •                         | 5                         | 5                         | •                         | •                         | •                         | 2                         | •                         | 5                         | •                         | •                         | •                         | •                         | •                         | •                              |                                |                                |                                |                                | 5                              |    |
| Schweden         | •  | •  | •  | •  | •  | •                         | •                         | •                         | •                         | •                         | •                         | •                         | 6                         | •                         | •                         | •                         | 6                         | •                         | 6                         | •                         | •                         | •                         | •                         | •                         | •                         | •                         | •                         | 2                         | 2                         | •                         | •                              |                                |                                |                                |                                |                                |    |
| Schweiz          | •  | •  | •  | •  | •  | 3                         | •                         | •                         | •                         | •                         | •                         | •                         | •                         | •                         | •                         | •                         | •                         | 3                         | •                         | 5                         | 5                         | 5                         | •                         | •                         | 7                         | •                         | •                         | •                         | •                         | •                         | •                              |                                |                                |                                |                                |                                |    |
| Slowakei         |    |    |    |    |    | Teil der Tschechoslowakei | Teil der Tschechoslowakei | Teil der Tschechoslowakei | Teil der Tschechoslowakei | Teil der Tschechoslowakei | Teil der Tschechoslowakei | Teil der Tschechoslowakei | Teil der Tschechoslowakei | Teil der Tschechoslowakei | Teil der Tschechoslowakei | Teil der Tschechoslowakei | Teil der Tschechoslowakei | Teil der Tschechoslowakei | Teil der Tschechoslowakei | Teil der Tschechoslowakei | Teil der Tschechoslowakei | Teil der Tschechoslowakei | Teil der Tschechoslowakei | Teil der Tschechoslowakei | Teil der Tschechoslowakei | Teil der Tschechoslowakei | Teil der Tschechoslowakei | Teil der Tschechoslowakei | Teil der Tschechoslowakei | Teil der Tschechoslowakei | Teil der Tschechoslowakei      | Teil der Tschechoslowakei      |                                |                                |                                | R                              |    |
| Sowjetunion      | •  | •  | •  | 3  | •  | •                         | •                         | 6                         | 1                         | 3                         | •                         | •                         | 3                         | •                         | 1                         | 2                         | 2                         | 2                         | 1                         | •                         | 1                         | 2                         | •                         | •                         | 2                         | 4                         | 1                         | 1                         | 5                         | 1                         | •                              | Diverse Nachfolgerstaaten      | Diverse Nachfolgerstaaten      | Diverse Nachfolgerstaaten      | Diverse Nachfolgerstaaten      | Diverse Nachfolgerstaaten      |    |
| Spanien          | •  | •  | •  | •  | •  | •                         | •                         | •                         | •                         | •                         | 6                         | •                         | •                         | •                         | •                         | •                         | •                         | •                         | •                         | 3                         | •                         | •                         | •                         | •                         | 6                         | 3                         | 2                         | •                         | •                         | •                         | •                              |                                |                                |                                |                                |                                |    |
| Tschechoslowakei | •  | •  | •  | •  | 1  | •                         | •                         | •                         | •                         | •                         | 2                         | •                         | •                         | •                         | •                         | •                         | •                         | •                         | •                         | •                         | •                         | •                         | •                         | •                         | •                         | •                         | •                         | •                         | •                         | •                         | •                              |                                | Siehe SVK & CZE                | Siehe SVK & CZE                | Siehe SVK & CZE                | Siehe SVK & CZE                |    |
| Ungarn           | 3  | •  | 4  | 2  | 3  | •                         | •                         | 5                         | 3                         | 2                         | 3                         | 2                         | 4                         | 3                         | •                         | •                         | 3                         | 6                         | •                         | •                         | •                         | •                         | •                         | •                         | •                         | 5                         | •                         | •                         | 4                         | 4                         | •                              |                                |                                |                                |                                |                                |    |

- Ägypten war 1961 Teil der Vereinigte Arabische Republik und spielte unter dessen Namen. Die Länderspiele werden der ägyptischen Nationalmannschaft zugesprochen.
- Die jugoslawischen Mannschaften sind ab 1992 die Nationalmannschaft der Bundesrepublik Jugoslawien. Davor waren sie Teil der Sozialistischen Föderativen Republik Jugoslawien.
- Quelle für 1960–1989:[4]